# Stephanie Berto
Stephanie Berto, po mężu Berkun (ur. 13 marca 1953 w Vancouver) –  kanadyjska lekkoatletka, sprinterka, mistrzyni igrzysk panamerykańskich i medalistka igrzysk Brytyjskiej Wspólnoty Narodów, olimpijka.
W wieku 15 lat wystąpiła na igrzyskach olimpijskich w 1968 w Meksyku, gdzie odpadła w ćwierćfinale biegu na 100 metrów i eliminacjach sztafety 4 × 100 metrów. Była najmłodszą reprezentantką Kanady na tych igrzyskach.
Zdobyła srebrny medal w sztafecie 4 × 100 metrów i brązowy w biegu na 100 metrów na igrzyskach Konferencji Pacyfiku w 1969. Zdobyła brązowy medal w sztafecie 4 × 100 metrów (w składzie: Joan Hendry, Joyce Sadowick, Patty Loverock i Berto), zajęła 7. miejsce w biegu na 100 metrów oraz odpadła w półfinale biegu na 200 metrów na igrzyskach Brytyjskiej Wspólnoty Narodów w 1970 w Edynburgu.
Zwyciężyła w biegu na 200 metrów, zdobyła srebrny medal w biegu na 100 metrów i zajęła 4. miejsce w sztafecie 4 × 100 metrów na igrzyskach panamerykańskich w 1971 w Cali. 
Później zmagała się z kontuzjami i ostatecznie zakończyła karierę w 1975.
Była mistrzynią Kanady w biegach na 100 metrów i na 200 metrów w 1971. W tym samym roku zwyciężyła na tych dystansach w mistrzostwach Wielkiej Brytanii (WAAA).
Ustanowiła rekord Kanady w biegu na 200 metrów czasem 23,3 s uzyskanym 22 sierpnia 1971 w Winnipeg. Dwukrotnie poprawiała rekord swego kraju w sztafecie 4 × 100 metrów do wyniku 44,6 s uzyskanego 25 lipca 1970 w Edynburgu.